# كيشا بوكانان
كيشا كيريس فايان بوكانان (بالإنجليزية: Keisha Buchanan)‏  (ولدت في 30 سبتمبر 1984) مغنية وكاتب أغاني إنجليزية، وعضوا مؤسس في فرقة الفتيات الغنائية الفائزة بجائزة بريت شوغابابيس مع موتيا بينا وشوفان دوناهي، وفي وقت لاحق هايدي رانج وأميل بيرباه.

## روابط خارجية
- كيشا بوكانان على موقع IMDb (الإنجليزية)
- كيشا بوكانان على موقع ميوزك برينز (الإنجليزية)
- كيشا بوكانان على موقع ديسكوغز (الإنجليزية)
- كيشا بوكانان على موقع قاعدة بيانات الفيلم (الإنجليزية)